# Edward Mâini-de-foarfecă
Edward Mâini-de-foarfecă (în engleză Edward Scissorhands) este o dramă apărută pe 18 aprilie 1991 în regia lui Tim Burton.

## Prezentare
Filmul surprinde un personaj diferit de toți ceilalți oameni. Edward este creația unui inventator, dar care din nefericire moare înainte să-i finalizeze mâinile, lăsându-l cu foarfece în loc de palme. Tânărul este primit în casa lui Peg Boggs, vânzătoare de cosmetice Avon, aceasta fiind mișcată de singurătatea în care se găsea Edward. Dar, în ciuda faptului că totul pare să decurgă firesc, nu toți localnicii au încredere în inocența lui. În scurt timp, Edward se îndrăgostește de fiica lui  Peg Boggs, Kim Boggs, aceasta având la rândul ei sentimente față de Edward. Cei doi sfârșesc prin a trăi o iubire neîmplinită datorită mulțimii de oameni revoltați pe Edward. 
Pentru a putea fi salvat și lăsat în pace de mulțimea de oameni nervoși, Kim dovedește oamenilor că Edward a murit folosind ca dovadă o mână găsită în conacul de pe deal, identică cu cea a lui Edward.

## Personaje
- Johnny Depp - Edward Scissorhands
- Winona Ryder - Kim Boggs
- Dianne Wiest - Peg Boggs
- Alan Arkin - Bill Boggs
- Anthony Michael Hall - Jim
- Kathy Baker - Joyce
- Vincent Price - The Inventor
- Robert Oliveri - Kevin Boggs
- Conchata Ferrell - Helen
- Caroline Aaron - Marge
- Dick Anthony Williams - Officer Allen
- O-Lan Jones - Esmeralda